# 蚊野神社
蚊野神社（かのじんじゃ）は、伊勢神宮皇大神宮（内宮）の摂社。内宮の摂社27社のうち第7位である。本項目では、蚊野神社と同座する、内宮摂社の蚊野御前神社（かのみまえじんじゃ）についても記述する。
両神社とも外城田川（ときだがわ）の支流の川の守護神を祀る。

## 概要
ここでは2社共通事項について記す。
三重県度会郡玉城町蚊野字里中1807に鎮座する。鎮座地の蚊野は、田園の中にあり、その集落内の大きな森に蚊野神社・蚊野御前神社が鎮座する。
社地の面積は8,383m2）。古代の社地は2町（≒19,834m2）であった。境内は苔がむしている。
社殿は神明造の板葺で南向きに建てられている。玉垣御門を有する1重の玉垣が社殿を囲み、神明造の鳥居1基を備える。

## 蚊野神社
蚊野神社は内宮摂社であり、鏡を神体とする。「かなもりさん」の名で親しまれる。中川経雅は『大神宮儀式解』で「かなもり」を「蚊野森」の転訛であるとし、社名は鎮座地名に由来すると解説している。
祭神は大神御蔭川神（おおかみのみかげかわのかみ）。鎮座地の蚊野地区を流れる外城田川の支流の川の神で、地域の開拓神とされる。蚊野神社と同じ内宮摂社の御船神社でも同じ神を祀る。『神名帳考証』は祭神を瀬織津姫命（せおりつひめのみこと）とし、大神御蔭川神の名を「川に臨んで罪を祓い清浄に至るのは天照大神の御霊」と解釈した。
社殿は古代、正殿が長さ10尺（≒3.03m）×広さ9尺（≒2.73m）×高さ5尺（≒1.52m）、御床が長さ4.5尺（≒1.36m）×広さ2.5尺（≒0.758m）×高さ1尺（≒0.303m）と規定され、瑞垣・御門・玉垣を備えていた。

## 蚊野御前神社
蚊野御前神社は内宮の摂社27社のうち、蚊野神社に次ぐ第8位である。正殿は中絶し、蚊野神社に同座する。
祭神は御前神（みまえのかみ）。『宇治山田市史』では「蚊野御前神」とする。蚊野神社の祭神・大神御蔭川神と同じく、外城田川の支流の川の神とされる。大神御蔭川神をなだめ、支える神である。
古代は、長さ3.5尺（≒1.06m）×広さ2.4尺（≒0.727m）×高さ7尺（≒2.12m）の独立した社殿を有していた。

## 歴史
『太神宮式』によれば、雄略天皇が定めた神社とされる。正宮と並び20年に1度造り替えられる神社の1つと規定され、造替使がその任に当たった。中世に入ると造替は不安定となり、文永3年12月30日（ユリウス暦：1267年1月26日）の造替では御前社・御門・瑞垣・鳥居は造進されず、暦応3年12月8日（ユリウス暦：1340年12月27日）に加賀国の役夫工米をもって造替を命じたという記録を最後に明確な造替記録は途絶えてしまう。
寛文3年9月7日（グレゴリオ暦：1663年10月7日）、大宮司・河邊精長の尽力により、現社地に再興される。再興前の現地調査では柱の穴や朽ちた柱が確認され、旧社地と断定された。この地への再興に関して異論は出されていない。
社殿は1916年（大正5年）10月に建て替えが行われた。

## 祭祀
祈年祭・月次祭（6月と12月）・神嘗祭・新嘗祭と臨時祭の折には神職が社前にて祭祀を行い、歳旦祭・元始祭・建国記念祭・天長祭・風日祈祭（5月と8月）は内宮の五丈殿で遥祀を行う。

## 周辺
付近を熊野西国街道が通っており、松並木にその名残が認められる。またこの付近には19基のぼうず山古墳群をはじめとして多くの古墳が発見されている。
- JR参宮線外城田駅より徒歩約20分[3]。